# Broderick Lee
Broderick Lee (ur. 6 kwietnia 1969, zm. 20 stycznia 2003 w Los Angeles) – amerykański zapaśnik w stylu klasycznym. Zajął osiemnaste miejsce na mistrzostwach świata w 1997. Srebrny medalista mistrzostw panamerykańskich z 1997, brązowy z 1993. Był rezerwowym w zapaśniczej reprezentacji USA na Igrzyska w Barcelonie w 1992 roku. Zawodnik Portland State University. Trzykrotny mistrz NCAA Division II dla Portland State Vikings w 1989, 1990, 1992 roku. Czwarty w Pucharze Świata w 1995 i 1996 roku.